# Лајл (Вашингтон)
Лајл (енгл. Lyle) насељено је место без административног статуса у америчкој савезној држави Вашингтон, у округу Кликитат. Становника је било 518 на попису 2020. године.

## Историја
Лајл као насеље је основано око 1859. године, а заједница се првобитно звала "Кликитат Ландинг". Први европски досељеник био је Егберт Френч, који је стигао из Охаја. Године 1866., Френч је продао своје посједе Џејмсу О. Лајлу из Далса, Орегон, који се преселио на сјеверну обалу ријеке Колумбија.
Ускоро је успостављена пошта са Лајлом као једним од првих поштара, и са поштом достављеном паробродом са супротне обале. Пароброд операција је трајала све док није завршена жељезница на западној обали. Када је Жељезница Спокен, Портланд и Сијетл дошала у град у 1908. године, његова линија је прошла нешто сјеверно од града. Садашња градска локација је зацртана 1909. године, а старија градска локација постала је позната као "центар града". Најближи аеродром је удаљен 8,4 миља у Далспорту, Вашингтон и био је травнати појас у раним 1920-им, а затим је амерички корпус инжењера изградио садашњи аеродром 1942. године као објекат за обуку из Другог свјетског рата.

## Лајл данас
Лајл има двије главне области: онај дио који је изграђен на сјеверној обали ријеке Колумбија, укључујући и центар града, и онај дио који је изграђен на брдима изнад ријеке. Центар града има једну продавницу (која је велика), две цркве, музеј, таверну, ресторан / кафе, бензинску пумпу и сервис возила, продавницу половне одјеће, еспресо штанд и историјски хотел са рестораном и баром. Друга мала предузећа долазе и одлазе, а сви се налазе у центру града.
Стамбене области преплављују центар града и шире се у правцу истока и запада. Новије резиденције су изникле на сјеверном брду са погледом на центар града, са редом за редом кућа на терасама. Прије мање од 30 година, било је мање од пола туцета домова на цијелом брду. Сада их има на десетине, сви се наизглед боре за најбољи поглед на ријеку Колумбија. Цијене за имовине на брду су високе за тако мали град, а заснивају се првенствено на погледу.
Иако је Лајл више од 70 миља (110 км) источно од Портланда / Ванкувера, то је град-спаваоница за људе који користе аутопут за превоз на страни Орегона.
Кампус школа у заједници Лајл обухвата три независне, мале, сеоске школе: први циклус основне школе, други циклус основе школе и средњу школу, које укључују студенте из Далспорта и Мердока (10 km (6 миља) источно од Лајла), Кампус се налази у најсјевернијем дијелу града, високо на брду са погледом на Лљјл. Студентско тијело је мало и комбинује се са оближњим градовима како би саставило тимове за неке спортове.
Иако мало, помало рустикално, и обично тихо мјесто, Лајл је привукао пажњу јер се налази веома близу неколико популарних плажа за једрење на дасци, укључујући и Doug's Beach. Подручје је такође дом шест бутик винарија: Cor Cellars, Domaine Pouillon, Jacob Williams Winery, Klickitat Canyon Winery, Tetrahedron Wines и Syncline.

## Географија
Лајл се налази у југозападном дијелу округа Кликитат, на сјеверној страни ријеке Колумбија гдје се придружује ријека Кликитат. Државна рута 14 пролази кроз град, водећи 13 km (8 миља) источно до Далспорта и раскрснице са америчког пута 197 и 18 km (11 миља) западно до Вајт Салмона. Далспорт и Вајт Самон су локације најближих путних прелаза ријеке Колумбија на истоку и западу. Поред тога, амерички пут 142 путује од Лајла до Голдендеја дуж ријеке Кликитат. 

### Клима
Овај регион доживљава топла (али не врућа) и сува љета, без просјечних мјесечних температура изнад 22.0 °C (71.6 °F). Према Кепеновој класификацији климе, Лиле има топлу љетњу медитеранску климу, скраћено "Csb" на климатским мапама.

## Демографија
Од пописа из 2000. године, било је 530 људи, 221 домаћинства и 152 породице које живе у Лајлу. Густина насељености била је 60,4 / km2 (156,5 људи по квадратној миљи). Било је 260 стамбених јединица у просјечној густини од 29,6 / km2 (76,8 / ск ми). Расни састав Лајла био је 87.55% бијелаца, 1.89% Индијанаца, 0.94% Азијата, 0.38% становника Пацифичких острва, 4.91% из других раса и 4.34% из двије или више раса. Хиспаноамериканци или Латиноамериканци било које расе били су 7,55% становништва. 
Било је 221 домаћинство, од којих је 31,7% имало дјецу млађу од 18 година која живе са њима, 51,6% су били брачни парови који живе заједно, 13,1% је имало женског домаћина без мужа, а 30,8% су биле не-породице. 25,8 % свих домаћинстава чинили су појединци, а 12,2% је имало некога ко је живио сам и имао 65 година или старији. Просјечна величина домаћинства била је 2,34, а просјечна величина породице 2,76. 
По попису из 2010. године број становника је 499, што је 31 (-5,8%) становника мање него 2000. године.
Средњи приход за домаћинство у Лајлу био је 33,438 долара, а средњи приход за породицу био је 40,083 долара. Мушкарци су имали средњи приход од $ 37,292 у односу на $ 25,500 за жене. Приход по глави становника за Лајл био је 17,355 долара. Око 8,1% породица и 11,6% становништва било је испод границе сиромаштва, укључујући 8,2% оних млађих од 18 година и 20,6% оних старијих од 65 година. 
| Група             | 2000.       | 2010.       |
| Белци             | 449 (84,7%) | 455 (91,2%) |
| Афроамериканци    | 0 (0,0%)    | 0 (0,0%)    |
| Азијати           | 5 (0,9%)    | 3 (0,6%)    |
| Хиспаноамериканци | 40 (7,5%)   | 17 (3,4%)   |
| Укупно            | 530         | 499         |